# 谢先启
谢先启（1960年12月28日—），湖北洪湖人，中国工程爆破专家。

## 生平
1986年专科毕业于中国人民解放军工程兵指挥学院。1996年本科毕业于海军工程学院。2005年获武汉科技大学工学硕士学位。2017年当选为中国工程院院士。